# 十月村區 (奧倫堡州)

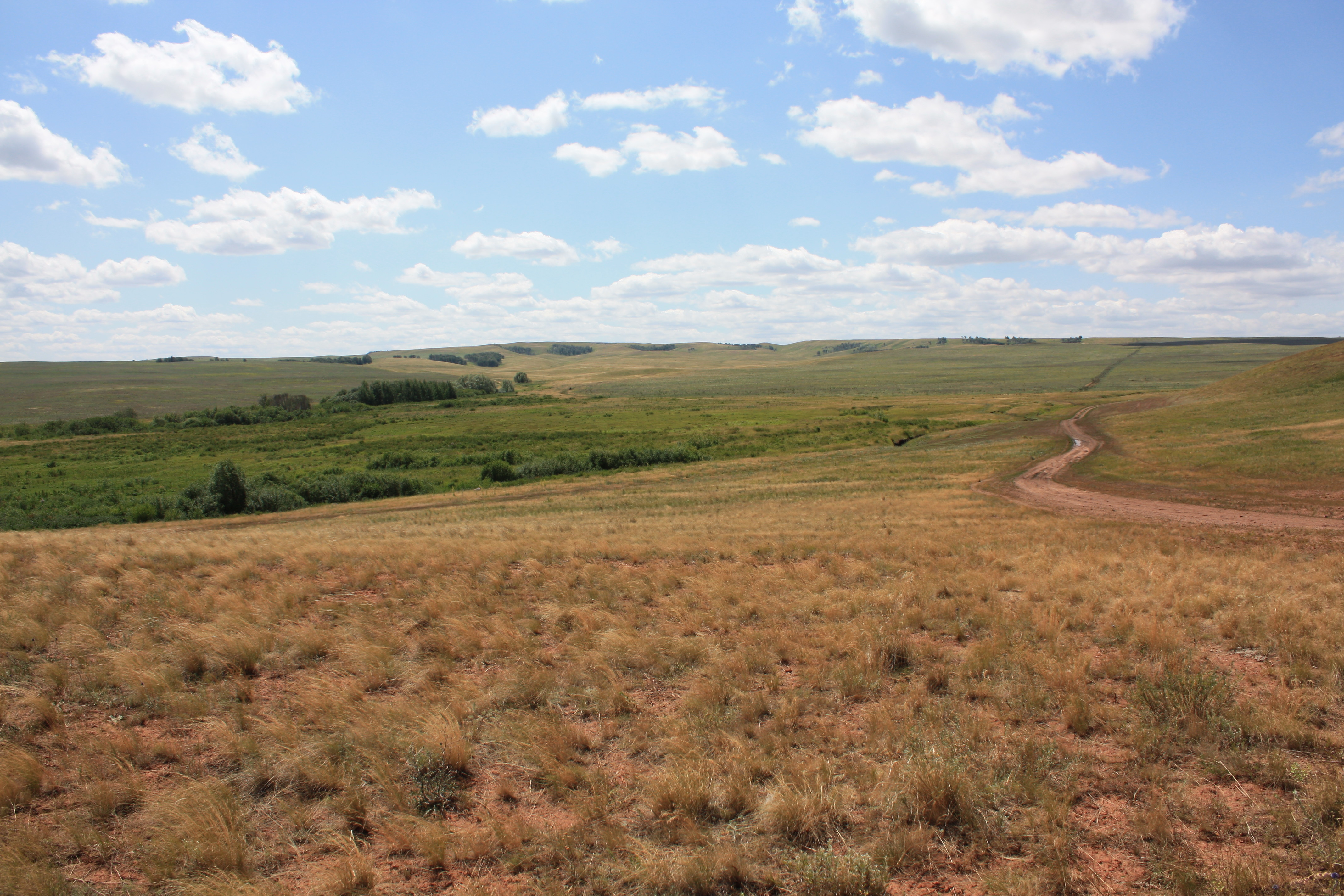

52°21′21″N 55°30′14″E / 52.35583°N 55.50389°E
十月村區（俄语：Октябрьский район），是俄羅斯的一個區，位於該國西南部，由奧倫堡州負責管轄，面積2,700平方公里，2010年人口20,018，人口密度每平方公里7.41人。